# Astral Project
Astral Project is een Amerikaanse modernjazz-kwartet uit New Orleans.

## Geschiedenis
Het werd in 1978 opgericht door saxofonist Tony Dagradi en omvat drummer Johnny Vidacovich, bassist James Singleton en de met 7 snaren spelende gitarist Steve Masakowski. De band bestond oorspronkelijk uit pianist David Torkanowsky, die in 2001 vertrok. Astral Project combineert jazz, funk, rock en wereldmuziek en wordt een van de beste jazzbands van New Orleans genoemd. Astral Project begon op te treden in het Absinthe House in Bourbon Street, waar Bobby McFerrin in hun vroege jaren vaak bekend stond om deel te nemen. Na verschillende nationale en internationale tournees te hebben gemaakt, bleef het kwartet recentelijk optreden in Snug Harbor en op het Jazz Fest in New Orleans. Astral Project heeft verschillende Big Easy Entertainment Awards ontvangen.

## Discografie
- ????: Come With Me (Astral Project)
- 1997: Astral Project (Astral Project)
- 1998: Elevado (Compass Records)
- 1999: Voodoo Bop (Compass)
- 2003: Big Shot (Astral Project)
- 2004: The Legend of Cowboy Bill (Astral Project)
- 2006: Live in New Orleans (Astral Project)
- 2008: Blue Streak (Astral Project)